# Hurrikan Faith
Hurrikan Faith war ein langlebiger kapverdischer Hurrikan während der atlantischen Hurrikansaison 1966. Der August-Sturm bildete sich in der Nähe der Kapverden und überquerte den Atlantischen Ozean.
Faith streifte die Inseln über dem Winde als Kategorie-1-Hurrikan und wurde bei seinem Zug entlang der nördlichen karibischen Inseln zu einem starken Kategorie-2-Hurrikan. Er erreichte schließlich Kategorie 3, als er diese und die Bahamas passiert hatte. Später traf Faith die Färöer und Norwegen als eine kraftvolle außertropische Zyklone. Faith verursachte vier Tote und aufgrund der dünnen Besiedlung seiner Zugbahn nur minimale Schäden.
Faith existierte 18 Tage als ein tropischer Wirbelsturm und hielt die Intensität eines Hurrikans für fünfzehn aufeinanderfolgende Tage. Faith war im atlantischen Becken der sechste benannte Sturm und fünfte Hurrikan der Saison 1966.

## Sturmverlauf

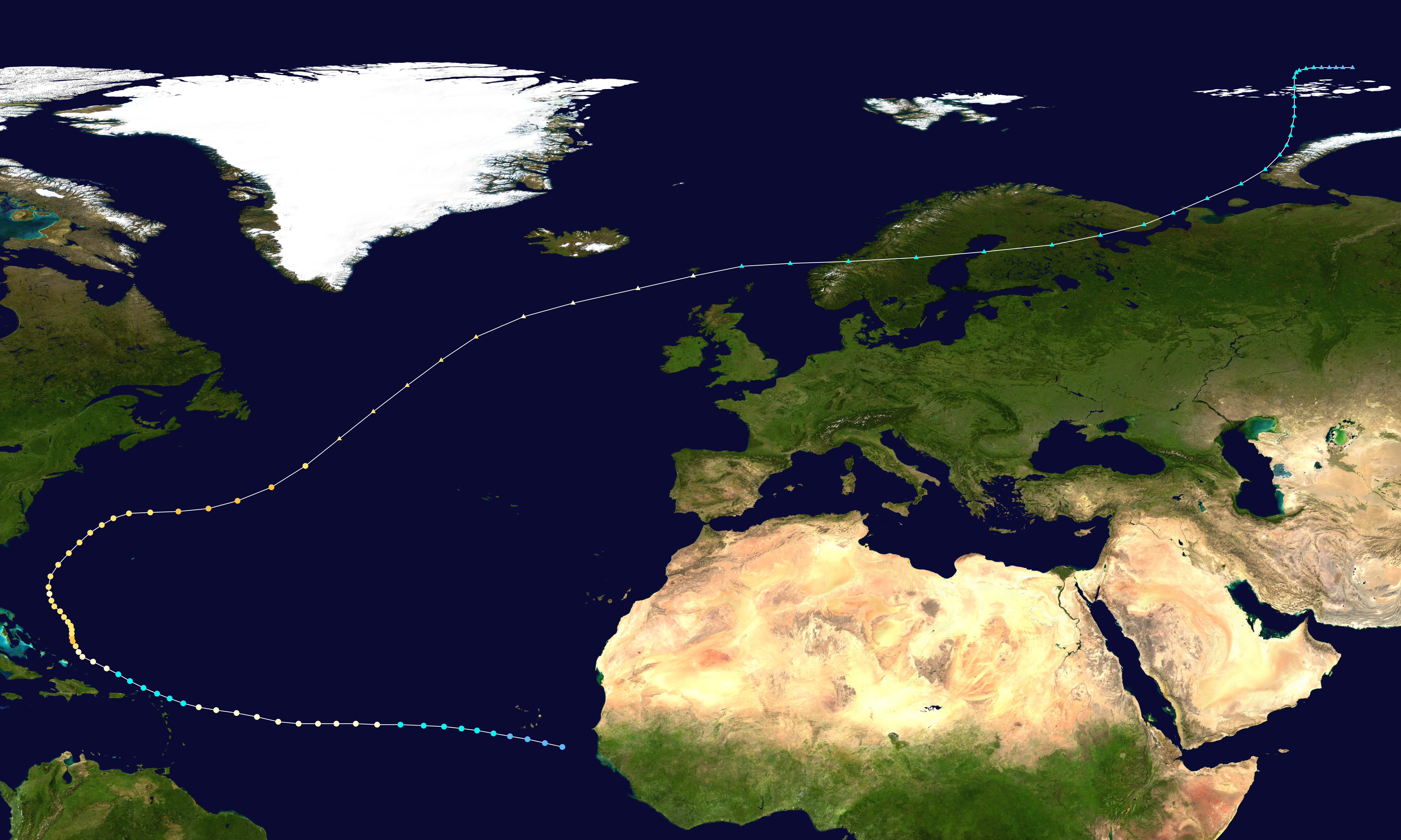
Zugbahn von Hurrikan Faith.

Nachdem sich Faith am 21. August als ein kapverdischer Hurrikan gebildet hatte, wanderte der Sturm stets westwärts und intensivierte sich dabei. Der Sturm bog etwas in nördlicher Richtung ab, als er sich den Inseln über dem Winde näherte und erreichte seinen Höhepunkt als Kategorie-3-Hurrikan östlich der Bahamas, als das System bereits in nordnordöstlicher Richtung zog. Die Intensität des Hurrikans fiel dann in die Kategorie 2 zurück, als dieser unablässig in Richtung Nordosten zog.
Als der Sturm an Neufundland vorbeigezogen war, handelte es sich nicht nur immer noch um ein tropisches System, sondern Faith war nach wie vor ein Hurrikan der Kategorie 2. Als Faith am 5. September die Färöer traf, mit andauernden Winden, die immer noch Geschwindigkeiten von 160 km/h erreichten, hörte Faith gerade auf, ein tropischer Wirbelsturm zu sein. Die jetzt außertropische Zyklone erreichte Norwegen mit Windgeschwindigkeiten von 95 km/h. Faith schwächte sich über Skandinavien zu einem außertropischen Tiefdruckgebiet ab, das über Russland zog. Das erlahmende Tief löste sich allerdings erst in der Nähe des Franz-Josef-Landes auf, gerade einmal 480 km vom Nordpol entfernt.
Die Zugbahn von Faith ist länger und reichte weiter nach Norden als die jedes anderen bekannten tropischen Wirbelsturmes im atlantischen Becken. Faith war mit einer Dauer von 16 Tagen auch einer der am längsten andauernden tropischen Wirbelstürme, die im Atlantischen Ozean beobachtet wurden. Insgesamt 15 Tage war Faith als Hurrikan klassifiziert.

## Auswirkungen
In der Karibik verursachte die Annäherung von Faith die Schließung einer Kontrollstation auf Antigua, durch die eine unbemannte Rakete der NASA verfolgt wurde, 45 Minuten nachdem die Rakete abgehoben hatte. Faith rief auch Böen in Hurrikanstärke auf den nördlichen Antillen und Puerto Rico hervor. Die Sturmwinde richteten nur geringe Schäden an. Rauhe See mit Wellenhöhen von 3 bis 4,5 m brachte Faith an die Küste von Trinidad und Tobago. Die Wellen verursachten geringere Schäden an kleineren Booten und Anlegestegen. In Bermuda verursachte die äußere Bandstruktur von Hurrikan Faith schwere Regenfälle und Windböen von bis zu 100 km/h.
Durch die Auswirkungen starben insgesamt vier Menschen, keiner davon befand sich an Land. Ein Mann wurde über Bord geworfen, als sein Boot von der schweren See geprügelt wurde, zwei weitere ertranken, als sie versuchten, den Atlantik in einem Ruderboot zu überqueren. Der vierte ging vermisst und ist vermutlich tot, nachdem er und seine Bootskameraden gezwungen waren, aufgrund der schweren See ihr Boot nördlich von Dänemark aufzugeben. Die Schäden durch Hurrikan Faith waren deswegen minimal, weil die betroffenen Gebiete sehr dünn besiedelt waren.
Weil der Sturm keine größeren Schäden anrichtete, wurde der Name Faith nicht gestrichen. Änderungen bei der Systematik der Vergabe und bei der Zusammenstellung der Listen 1970 und 1979 verhinderten die weitere Benutzung des Namens. Im Jahr 1998 wurde der Name Faith für einen pazifischen Taifun benutzt. Der Name ist derzeit nicht auf der Liste der Namen tropischer Wirbelstürme.